# تشيستر هيلز
تشيستر هيلز (بالإنجليزية: Chester Hills)‏ هو مهندس معماري أمريكي، ولد في 1798، وتوفي في 1854.